# Homberg (Ohm)
Homberg é um município da Alemanha, situado no distrito de Vogelsberg, no estado de Hesse. Tem 88 km² de área, e sua população em 2019 foi estimada em 7.427 habitantes.